# 신분당선
신분당선(新盆唐線)은 서울특별시 강남구 신사동 신사역과 경기도 수원시 영통구 이의동 광교역을 잇는 광역철도 노선으로, 민자업체인 네오트랜스가 운영하고 있다.
구간별로 사업 시행사가 다른데, 1단계(강남 ~ 정자) 구간 사업자는 신분당선(주), 2단계(정자 ~ 광교) 구간 사업자는 경기철도(주), 3-1단계(강남 ~ 신사) 구간 사업자는 새서울철도(주)로, 이로 인해 두 구간을 복합 이용 시 별도 운임을 추가로 받는다. 
당초 2010년 7월에 개통할 예정이였지만, 양재시민의숲역 이전과 환승 문제로 인하여 2011년 9월로 한차례 연기되었고 2011년 7월에 발생하였던 중부 지방 집중 폭우로 인하여 개통 일정이 다시 한번 연기되어 최종적으로 2011년 10월 28일에 개통되었다. 노선 색상은 ●빨간색이다. 100% 무인 자동화 시스템으로 운행되는 게 특징이다.
2022년 5월 28일에 강남 ~ 신사 구간이 개통되었는데 해당 구간은  강남대로를 관통하게 건설됐으며, 향후 미군기지 이전 후 신사역~용산역(신용산역) 2단계 연장이 계획되어 있다.
통행방향은 어디서든 좌측통행이다.

## 개요
1997년 IMF 외환위기로 백지화된 수도권 3기 지하철 11호선 노선을 단축하고 판교 방면으로 연장하여 광역철도로 기획된 노선이다. BTO 방식으로 건설되었으며, 준공과 동시에 시설은 국가로 귀속되었다. 사업 시행자는 신분당선, 경기철도, 새서울철도이고 운영 사업자는 네오트랜스이며, 서울 지하철 9호선 운영 방식과 동일하게 운영된다. 운행차량은 현대로템이 납품하였다.

## 역사
- 2005년 6월 24일: 강남 ~ 정자 구간 착공
- 2009년 2월 10일: 강남 ~ 정자 구간 역명 결정[9]
- 2010년 7월 29일: 정자 ~ 광교 구간 착공
- 2011년 10월 28일: 강남 ~ 정자 구간 개통
- 2011년 10월 29일: 철도거리표 고시 및 정식 영업으로 운임 징수 개시[10]
- 2013년 2월 28일: 미금역 추가설치 공사 착공
- 2015년 9월 4일: 정자 ~ 광교 구간 사용개시 고시[11]
- 2016년 1월 30일: 정자 ~ 광교 구간 개통 (미금역 제외)
- 2016년 8월 30일: 강남 ~ 신사 구간 착공
- 2018년 4월 28일: 미금역 개통
- 2019년 4월 17일: 철도 노선번호 변경에 따라 320으로 변경[12]
- 2022년 3월 2일 ~ 5월 27일 : 강남 ~ 신사 구간 시운전
- 2022년 5월 28일: 강남 ~ 신사 구간 개통
- 2024년 1월: 광교중앙역 ~ 호매실역 구간 착공

## 운영

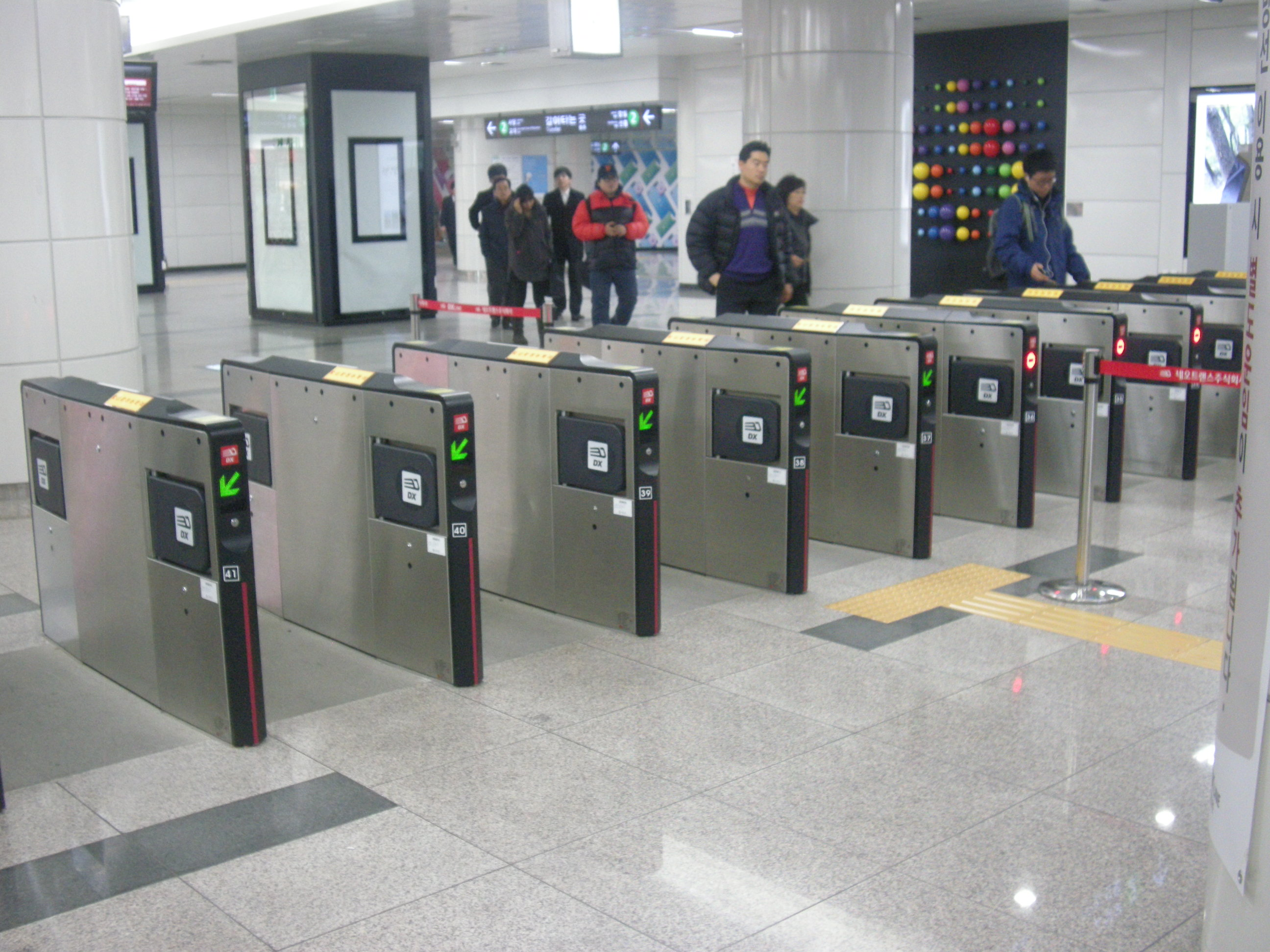
강남역 환승 게이트.

### 운임
민자 사업의 투자비 및 운영비, 수도권 광역버스 기본 운임등을 고려하여 최초 10 km 이내의 거리에서 부과되는 기본운임은 2,200원, 이후는 수도권 통합요금제의 구간운임 공식에 의해 총 이용거리가 10 km를 초과할 때부터 5 km 당 100원씩, 50 km를 초과할 때부터 8 km 당 100원씩 거리 운임이 차감된다. 다만 신분당선을 이용하지 않더라도 최단 거리 산출은 신분당선을 포함한 거리로 산출하므로 신분당선을 이용하지 않는다면 신분당선 별도운임만큼의 금액 차이가 난다. 타 수도권 전철과는 환승게이트를 통해 운임이 호환되고 있으며, 수도권 시내버스와의 환승할인도 가능하다. 즉 최초 신분당선 역의 운임구역 내로 진입하여 다른 신분당선 역의 운임구역에서 진출한 경우라면 700원 또는 1500원 2200원의 별도운임이 차감되며, 버스 환승으로 승차하였을 시에도 구간운임과는 별개로 동일하게 부과된다. 따라서 광역버스(경기)와 신분당선 환승시에는 광역버스의 기본거리 30km까지에 대해 광역버스 기본 운임 2800원에 신분당선 별도운임 1000원이 추가되어 총 3800원이 소비된다.
참고로, 신분당선의 운임구역으로 진입하더라도 동일역에서 집표하면 별도운임은 부과되지 않는다. 예를 들어, 신분당선 열차를 이용하지는 않으나 환승역인 관계로 신분당선 측 출구로 나가기 위해 환승게이트를 경유하여 신분당선 하차게이트로 나갈 경우 구간운임만 차감된다. 다만, 신분당선 별도운임이 포함되지 않은 1회권은 출구만 이용하더라도 기술적으로 신분당선 게이트를 통과 할 수 없는 상태이므로 주의해야 한다.
한편 노인복지법에 따른 노인, 장애인복지법에 따른 장애인, 국가유공자나 독립유공자 등은 다른 수도권 전철과 동일하게 무임으로 이용이 가능하다. 다만, 환승게이트는 태그해야 하며, 별도운임은 부과되지 않는다.
수도권 전철 정기권의 경우 최소 거리비례 9단계 이상(1단계와 2단계 구간을 복합 이용 시에는 12단계 이상)의 권종으로만 신분당선을 이용할 수 있으므로, 이용할 구간에 맞는 권종을 사용해야 한다. 신분당선 개통 초기에는 자체 디자인의 신분당선 전용 정기권이 존재하였으나, 2012년 7월 1일부터 전용 정기권은 폐지되었고 신분당선 각 역사에서 해당 정기권을 사용 가능한 정기권으로 무상 교체해 주었다. 서울전용 정기권은 이용이 불가능하나, 하차시에는 추가차감 방식으로 처리된다.신사역, 논현역, 신논현역, 강남역, 양재역, 양재시민의숲역, 청계산입구역 등도 서울특별시 관내에 있지만 서울전용 정기승차권과 기후동행카드의 이용이 제한된다.

## 차량
- 신분당선 D000호대 전동차

### 운행 계획
- 영업 시간: 05:30 ~ 01:00 (평일)
- 영업 시격: 출퇴근시 (R.H) 5분, 평시 (N.H) 8분
- 운행 소요 시간: 42분
- 영업 최고 속도: 1단계 구간: 90 km/h (단, 실제로는 90 km/h를 약간 넘길 수 있다.) 2단계 구간: 90 km/h
- 운행 회수: 평일 312회, 휴일 276회
- 열차 편성: 6량 1편성, 총 138량 23편성

#### 무인운행

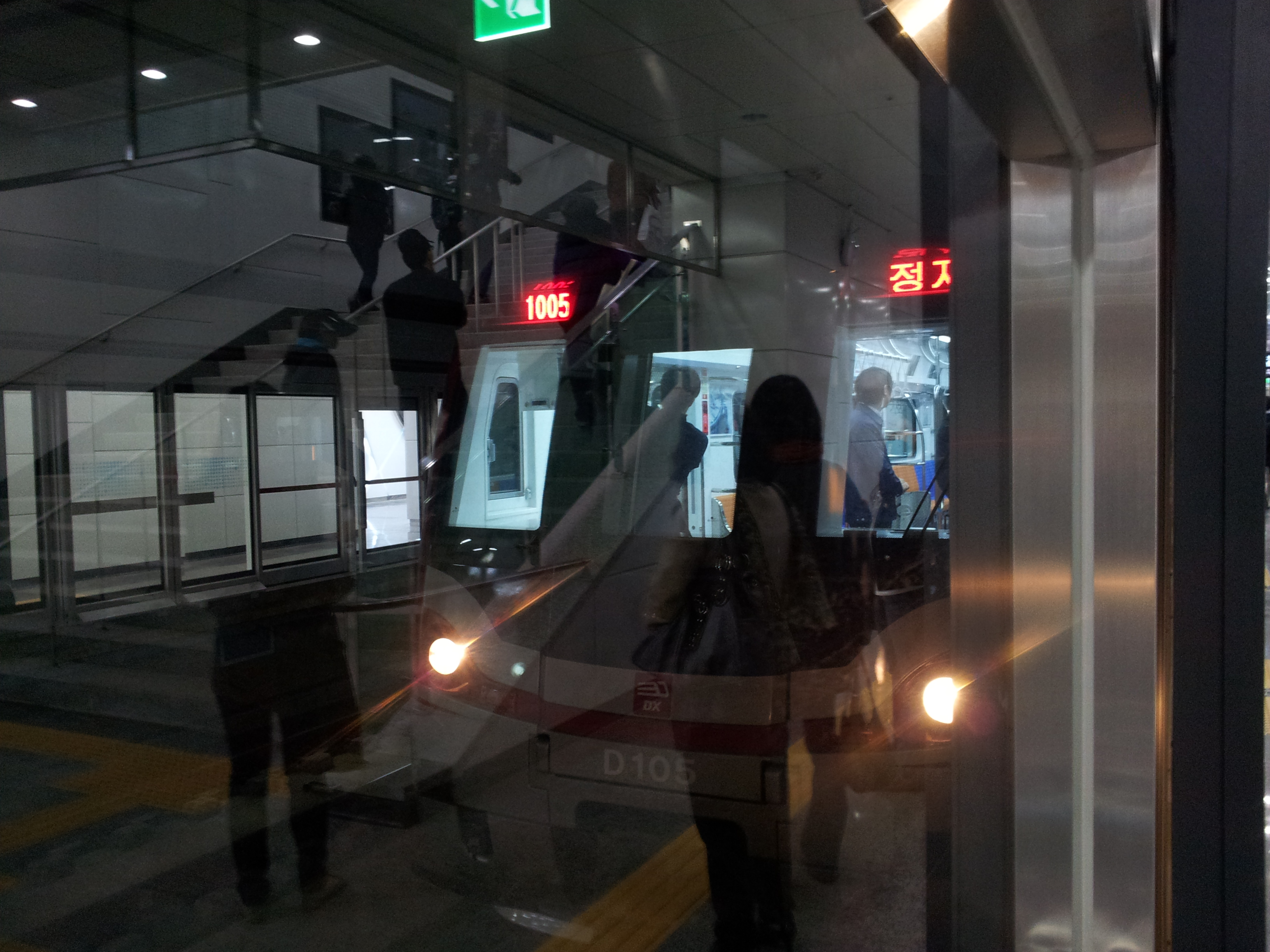
운전실이 없는 신분당선 전동차

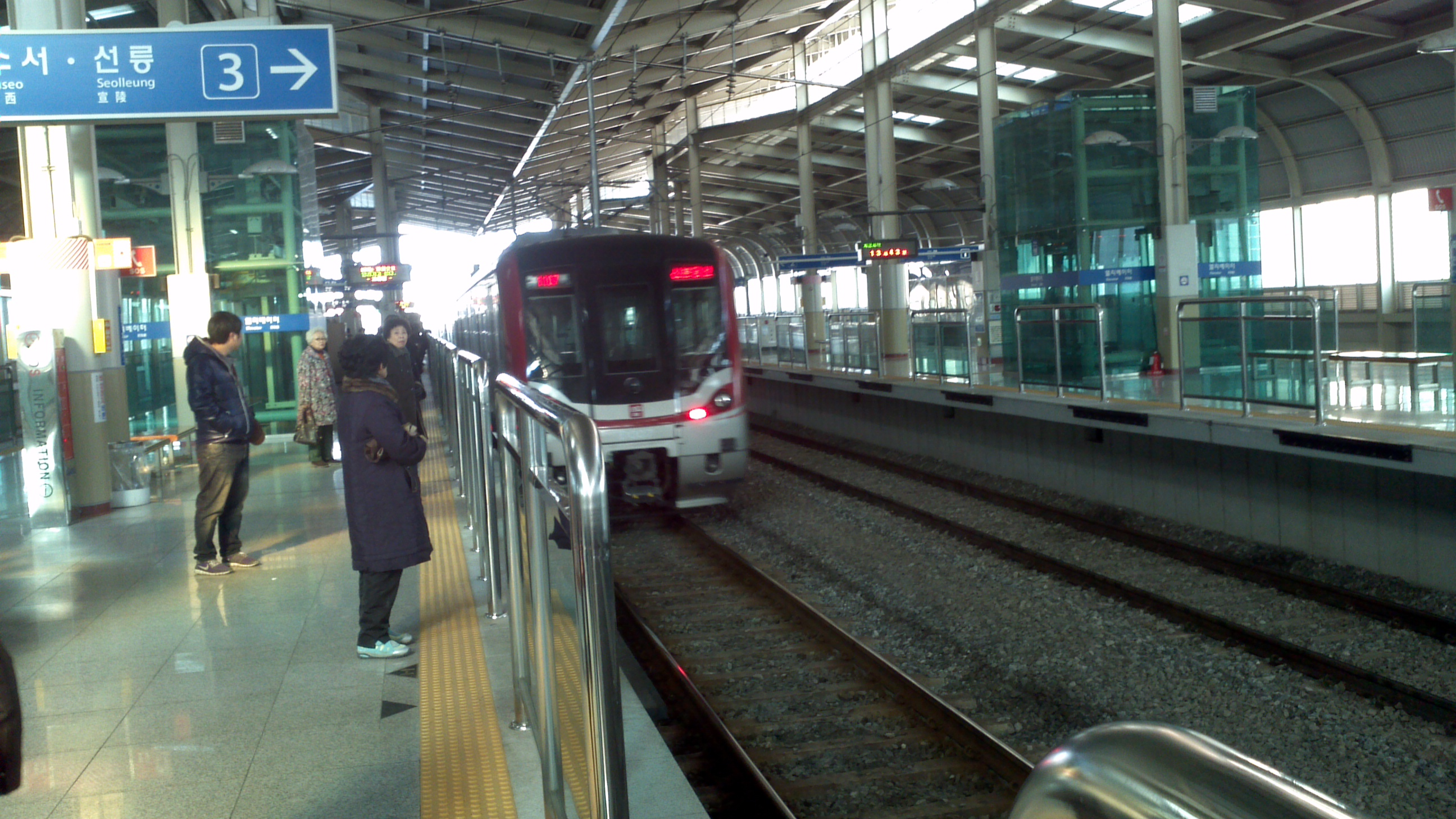
광교차량기지 개통 이전 분당차량사업소에서 정자역으로 이동하기 위해 신분당선 열차가 죽전역을 통과하는 사진. 이 당시 분당선 진입안내기는 회송으로 간주하였다.

- 신분당선은 CBTC (RF-Communication Based Train Control) 시스템을 기반으로 하는 무인운전 시스템이 적용되었다. RF-CBTC 방식은 지상에 설치된 RF-TAG를 수신받아 위치를 파악하고 차내에 설치된 차상 신호 장치 (VOBC)를 통해 지상의 관제 설비 (VCC)와 무선통신으로 교신하여 열차 간격 조정과 차내 설비 감시 - 제어가 가능하다.
- 다만 각 열차에는 기관사 면허를 가진 안전요원 1명이 항시 객실 내 승무한다.

#### 광역철도로서의 특징
- 대한민국 도시철도법 적용을 받지 않는 광역철도로 엄연히 분류된다. 정자~광교 간 개통 이전에 차량 관리는 한국철도공사 분당차량사업소에 위탁하였지만, 현재는 광교차량사업소로 이관되었다.
- 신분당선의 치안 서비스는 대한민국 국토교통부 산하의 철도특별사법경찰대에서 전담한다. 관할 사무소는 수서역에 있다.
- 신분당선은 용산,서울역까지의 연장계획이 있다. 그것을 대비하기 위해 교류로 전기방식을 채택했는데, 서울역까지의 연장은 어려워보인다.

## 노선
분당선 혼잡도 완화와 표정 속도 증가를 목적으로 건설한 노선이다. 분당선의 많은 역 배치와 굴곡 노선의 문제점을 보완하고, 더불어 서울특별시 강남구, 강북구의 연결 역할을 겸하고 있다. 차량기지는 분당차량사업소를 사용하였으나, 2016년 1월 30일 정자~광교 구간 개통과 함께 광교차량사업소 소속으로 이관되었다. 단, 일부 전동차는 제외한다. 수인분당선과의 연계를 위하여 전 구간 교류화 노선으로 건설되었으며, 좌측통행이다.

### 역 목록
| 역 번호 | 역명                 | 로마자 역명                                 | 한자 역명            | 접속 노선                       | 역간 거리 | 영업 거리 | 소재지     | 소재지 | 소재지 |
| ------- | -------------------- | ------------------------------------------- | -------------------- | ------------------------------- | --------- | --------- | ---------- | ------ | ------ |
| D04     | 신사                 | Sinsa                                       | 新沙                 | ● 수도권 전철 3호선             | -         | 0.0       | 서울특별시 | 강남구 |        |
| D05     | 논현                 | Nonhyeon                                    | 論峴                 | ● 서울 지하철 7호선             | 0.7       | 0.7       | 서울특별시 | 강남구 |        |
| D06     | 신논현               | Sinnonhyeon                                 | 新論峴               | ● 서울 지하철 9호선             | 0.8       | 1.5       | 서울특별시 | 강남구 |        |
| D07     | 강남                 | Gangnam                                     | 江南                 | ● 서울 지하철 2호선             | 0.9       | 2.4       | 서울특별시 | 강남구 |        |
| D08     | 양재(서초구청)       | Yangjae (Seocho-gu Office)                  | 良才(瑞草區廳)       | ● 수도권 전철 3호선             | 1.5       | 3.9       | 서울특별시 | 서초구 |        |
| D09     | 양재시민의숲(매헌)   | Yangjae Citizen's Forest (Maeheon)          | 良才市民의숲(梅軒)   |                                 | 1.6       | 5.5       | 서울특별시 | 서초구 |        |
| D10     | 청계산입구           | Cheonggyesan                                | 淸溪山入口           |                                 | 2.9       | 8.4       | 서울특별시 | 서초구 |        |
| D11     | 판교(판교테크노밸리) | Pangyo (Pangyo Techno Valley)               | 板橋(板橋테크노밸리) | ● 수도권 전철 경강선 중부내륙선 | 8.2       | 16.6      | 경기도     | 성남시 |        |
| D12     | 정자                 | Jeongja                                     | 亭子                 | ● 수도권 전철 수인·분당선       | 3.1       | 19.7      | 경기도     | 성남시 |        |
| D13     | 미금(분당서울대병원) | Migeum (Seoul Nat'l Univ. Bundang Hospital) | 美金                 | ● 수도권 전철 수인·분당선       | 1.9       | 21.6      | 경기도     | 성남시 |        |
| D14     | 동천                 | Dongcheon                                   | 東川                 |                                 | 1.6       | 23.2      | 경기도     | 용인시 |        |
| D15     | 수지구청             | Suji-gu Office                              | 水枝區廳             |                                 | 2.1       | 25.3      | 경기도     | 용인시 |        |
| D16     | 성복                 | Seongbok                                    | 星福                 |                                 | 1.7       | 27.0      | 경기도     | 용인시 |        |
| D17     | 상현                 | Sanghyeon                                   | 上峴                 |                                 | 2.1       | 29.1      | 경기도     | 용인시 |        |
| D18     | 광교중앙(아주대)     | Gwanggyo Jungang (Ajou Univ.)               | 光敎中央(亞洲大)     |                                 | 2.4       | 31.5      | 경기도     | 수원시 |        |
| D19     | 광교(경기대)         | Gwanggyo (Kyonggi Univ.)                    | 光敎(京畿大)         |                                 | 1.9       | 33.4      | 경기도     | 수원시 |        |

## 논란

### 온도 민원 논란
겨울철 과도한 난방 혹은 여름철 냉방 부족으로 인하여 덥다는 민원이 많으나 이에 대한 대응이 미흡하다는 지적이 많다. 냉난방 관련 민원은 계절에 무관하게 발생하며, 특히 출근 시간대인 8시 전후에는 덥다는 민원이 춥다는 민원보다 6배가량 많은 실정이다.

### 기타
- 당초 경기대학교 측은 캠퍼스 인근에 신분당선 차량기지가 건설되는 것에 대해 반발하였으나, 추후에는 차량기지와 함께 전철역을 추가 유치하는 전략으로 선회하였다.[16]
- 성남시 측에서는 경부고속도로 주변 지역인 성남시 수정구 상적동 일대 옛골마을 주변을 대중교통 음영 지역으로부터 해소하고, 주말마다 몰리는 청계산 등산객들의 분산을 위하여 판교역과 청계산입구역 사이의 중간쯤 되는 구간에 옛골역 (가칭)을 신설해 달라고 요구하였다. 이를 거절당하자 한때 해당 지역 그린벨트에서의 공사 허가를 반려하여, 개통일이 지연되기도 하였다.[17] 또한 2016년에는 판교역과 정자역 사이에 백현역 (가칭)을 신설할 계획이 있다고 밝혔다.[18]
- 미금역을 신분당선의 추가 환승역으로 설치하는 방안에 대해 수원시 등에서는 신분당선의 표정속도 저하를 우려하고 있으며, 다른 지역의 주민들도 정차역 설치를 요구할 수 있어 운행 속도가 더욱 저하될 수 있다는 입장이다. 수원시 측은 미금역을 추가할 경우 돈 한 푼 내지 않은 성남시가 혜택을 보게 된다고 주장하며, 미금역이 추가로 설치될 경우에는 전체 사업비의 33%인 4,519억원에 대한 분담금 반환 소송을 제기하겠다고 밝혔다.[19] 그러나 성남시 측에서는 인근 용인시 지역에서 발생하는 미금역 주변의 잦은 정체 및 많은 이용객을 고려한다면 경제성이 있으며, 전체적인 소요시간도 1분 밖에 증가하지 않는다는 입장이다.[20] 신분당선 개통 하루 전인 2011년 10월 27일에 국토해양부에서 지자체간의 갈등을 해소하기 위해 경기도, 성남시, 수원시 측과의 회의를 통해 신분당선 미금역을 설치하기로 합의하였다. 원안대로 2013년에 착공하여 2017년 11월 기본역사 준공이 완료되었고 2018년 4월 환승통로 준공과 함께 분당선과의 환승역으로 개통하였다.[21]
- 판교신도시 주민들이 분당선 연장선과 혼동된다는 이유로 신분당선의 이름을 ‘판교선’으로 바꿔 달라고 요구하였으나, 국토해양부(현 국토교통부) 에서는 또 다른 민원 제기 가능성 등을 근거로 이를 반대하였다.[22]
- 북부 연장 노선 계획에서 이촌동 주민들이 국립중앙박물관 북편에 역을 만드는 대신 기존 이촌역과 환승하는 노선을 요구하였으나, 국립중앙박물관은 이를 반대하였다.[23] 민자사업투자 심의에 따르면 박물관 북편에 만드는 역으로 확정되었지만[24], 군 당국은 용산기지 문제로 반대하였다.
- 2010년 10월 신분당선 북부 연장 구간 타당성 조사 결과와 실제 교통 여건과 차이가 커 수요가 왜곡되었다고 주장하는 용인시 지역 시민 단체가 이에 대해 감사원에 감사를 청구하였으나[25], 각하되었다.
- 국토교통부가 용산역 연장의 주요 근거로 내세우는 용산국제업무지구 개발이 무산되어 신분당선 북부 연장 구간 추진에 대한 문제가 제기되었으나, 국토교통부 관계자는 아시아경제와의 인터뷰에서 “용산은 역세권 개발이 아니어도 지속적으로 교통 수요가 늘어나는 지역이므로 기존 계획대로 건설한다.”라고 밝힌 후[26] 사업을 추진 중에 있다.

## 같이 보기
- 수인선
- 분당선
- ● 수도권 전철 수인·분당선